# Humit
Humit je mineral iz grupe nezosilikata, kemijske formule (Mg,Fe)7(SiO4)3(F,OH)2. Kristalizira u rompskom kristalnom sustavu, proziran je, staklastog sjaja i blijedožute, smeđe do narančaste boje. Kristali su mu kratkoprizmatični do zaobljeni, s brojnim terminalnim plohama, a mogu narasti i do 1 cm. Ima slabu kalavost, tvrdoća mu je 6, a gustoća 3.2 do 3.3.
Prvi put je opisan 1813., a ime je dobio po Abrahamu Humeu (1749. – 1838.), kolekcionaru dragog kamenja i minerala.

## Ležišta i nalazišta
Tipičan je kontaktno-metamorfni mineral, a dolazi u asocijaciji s vapnencima i dolomitima, uz alkalne stijene, te u kombinaciji sa spinelima, brucitom, kalcitom itd.
Prvi put je nađen na Vezuvu (na Monte Sommi), a ima ga i u Finskoj (kod Hermala), Švedskoj (kod Norberga), New Jerseyu, na Madagaskaru (drago kamenje).

## Vanjske povezice
- Webmineral (engl.)
- Mindat (engl.)
- Mineral galleries  Arhivirana inačica izvorne stranice od 17. listopada 2006. (Wayback Machine) (engl.)